# 2015 en science-fiction
| Années de la science-fiction : 2012 - 2013 - 2014 - 2015 - 2016 - 2017 - 2018    |
| Décennies de la science-fiction : 1980 - 1990 - 2000 - 2010 - 2020 - 2030 - 2040 |

L'année 2015 est marquée, en matière de science-fiction, par les événements suivants.

## Naissances et décès

### Décès
- 9 janvier : Michel Jeury, écrivain français, mort à 80 ans.
- 27 janvier : Suzette Haden Elgin, écrivain américaine, morte à 78 ans.
- 12 mars : Terry Pratchett, écrivain britannique, mort à 66 ans.
- 24 mai : Tanith Lee, écrivain britannique, morte à 67 ans.
- 30 mai : Joël Champetier, écrivain québécois, mort à 57 ans.
- 10 juin : Wolfgang Jeschke, écrivain allemand, mort à 78 ans.
- octobre : Ayerdhal, écrivain français, mort à 56 ans.
- 22 décembre : George Clayton Johnson, écrivain américain, mort à 86 ans.

## Événements
- La revue Fiction, créée en 1953, cesse de paraître à compter d'avril 2015.
- Création du festival Les Aventuriales dans le Puy-de-Dôme.

## Prix

### Prix Hugo
- Roman : Le Problème à trois corps (The Three-Body Problem) par Liu Cixin
- Roman court : prix non décerné
- Nouvelle longue : The Day The World Turned Upside Down par Thomas Olde Heuvelt
- Nouvelle courte : prix non décerné
- Livre non-fictif ou apparenté : prix non décerné
- Roman graphique : Ms. Marvel, Volume 1: No Normal, écrit par G. Willow Wilson, dessiné par Adrian Alphona et Jake Wyatt
- Film : Les Gardiens de la Galaxie, scénarisé par James Gunn et Nicole Perlman, dirigé par James Gunn
- Série ou court-métrage : l'épisode By Means Which Have Never Yet Been Tried de Orphan Black, scénarisé par Graeme Manson, dirigé par John Fawcett
- Éditeur de nouvelles : prix non décerné
- Éditeur de romans : prix non décerné
- Artiste professionnel : Julie Dillon (en)
- Magazine semi-professionnel : Lightspeed, dirigé par John Joseph Adams (en), Rich Horton et Stefan Rudnicki, Wendy N. Wagner et Christie Yant
- Magazine amateur : Journey Planet, dirigé par James Bacon, Chris Garcia, Alissa McKersie, Colin Harris et Helen Montgomery
- Écrivain amateur : Laura J. Mixon
- Artiste amateur : Elizabeth Leggett
- Podcast amateur : Galactic Suburbia Podcast, Alisa Krasnostein, Alexandra Pierce et Tansy Rayner Roberts
- Prix Campbell : Wesley Chu

### Prix Nebula
- Roman : Déracinée (Uprooted) par Naomi Novik
- Roman court : Binti (Binti) par Nnedi Okorafor
- Nouvelle longue : Our Lady of the Open Road par Sarah Pinsker
- Nouvelle courte : Hungry Daughters of Starving Mothers par Alyssa Wong (en)
- Prix Andre Norton : Updraft par Fran Wilde (en)
- Prix Solstice : Terry Pratchett
- Prix Ray Bradbury : Mad Max: Fury Road par George Miller (metteur en scène) et George Miller, Brendan McCarthy et Nick Lathouris (scénaristes)
- Prix du service pour la SFWA : Lawrence M. Schoen (en)
- Grand maître : C. J. Cherryh

### Prix Locus
- Roman de science-fiction : L'Épée de l'ancillaire (Ancillary Sword) par Ann Leckie
- Roman de fantasy : The Goblin Emperor par Katherine Addison
- Roman pour jeunes adultes : La Moitié d'un roi (Half a King) par Joe Abercrombie
- Premier roman : The Memory Garden par Mary Rickert
- Roman court : Yesterday’s Kin par Nancy Kress
- Nouvelle longue : Les temps sont durs pour tout le monde (Tough Times All Over) par Joe Abercrombie
- Nouvelle courte : The Truth About Owls par Amal El-Mohtar
- Recueil de nouvelles : Last Plane to Heaven par Jay Lake
- Anthologie : Vauriens (Rogues) par George R. R. Martin et Gardner R. Dozois
- Livre non-fictif : What Makes This Book So Great par Jo Walton
- Livre d'art : Spectrum 21: The Best in Contemporary Fantastic Art par John Fleskes, éd.
- Éditeur : Ellen Datlow
- Magazine : Tor.com
- Maison d'édition : Tor Books
- Artiste : John Picacio (en)

### Prix British Science Fiction
- Roman : La Chute de la maison aux flèches d'argent (The House of Shattered Wings) par Aliette de Bodard
- Fiction courte : Trois tasses de deuil sous les étoiles (Three Cups of Grief, by Starlight) par Aliette de Bodard

### Prix Arthur-C.-Clarke
- Lauréat : Station Eleven (Station Eleven) par Emily St. John Mandel

### Prix Sidewise
- Format long : The Big Lie par Julie Mayhew
- Format court : It Doesn't Matter Anymore par Bill Crider

### Prix E. E. Smith Memorial
- Lauréat : Moshe Feder

### Prix Theodore-Sturgeon
- Lauréat : The Man Who Sold the Moon par Cory Doctorow

### Prix Lambda Literary
- Fiction spéculative : Bitter Waters par Chaz Brenchley (en)

### Prix Seiun
- Roman japonais : Orbital Cloud par Taiyō Fujii

### Grand prix de l'Imaginaire
- Roman francophone : Aucun homme n'est une île par Christophe Lambert
- Nouvelle francophone : L'Opéra de Shaya (recueil) par Sylvie Lainé

### Prix Kurd-Laßwitz
- Roman germanophone : Drohnenland par Thomas Hillenbrand

### Prix Curt-Siodmak
- Film de science-fiction : Les Gardiens de la Galaxie, film américain par James Gunn
- Série de science-fiction : Doctor Who
- Production allemande de science-fiction : Der kleine Medicus – Bodynauten auf geheimer Mission im Körper, film allemand

## Parutions littéraires

### Romans
Par ordre alphabétique des noms d'auteur.
- Les Producteurs par Antoine Bello.
- Léviathan par Jack Campbell.
- Mark Cheverton :
  - L'Attaque de l'Ender dragon
  - Au secours de Crafter
  - Bataille au bord de l'océan
  - Menace sur Zombie-Town
  - L'Oracle du temple de la jungle
- Métro 2035 par Dmitri Gloukhovski.
- Riposte par Chuck Wendig.

### Recueils de nouvelles et anthologies
- La Ménagerie de papier, par Ken Liu.

## Sorties audiovisuelles

### Films
- À la poursuite de demain par Brad Bird.
- Ant-Man par Peyton Reed.
- Area 51 par Oren Peli.
- Avengers : L'Ère d'Ultron par Joss Whedon.
- Avril et le Monde truqué par Franck Ekinci et Christian Desmares.
- Chappie par Neill Blomkamp.
- Divergente 2 : L'Insurrection par Robert Schwentke.
- Ex Machina par Alex Garland.
- Jupiter : Le Destin de l'univers par Lana et Lilly Wachowski.
- Jurassic World par Colin Trevorrow.
- Le Labyrinthe : La Terre brûlée par Wes Ball.
- Mad Max: Fury Road par George Miller.
- Projet Almanac par Dean Israelite.
- Les Quatre Fantastiques par Josh Trank.
- Renaissances par Tarsem Singh.
- Seul sur Mars par Ridley Scott.
- Star Wars, épisode VII : Le Réveil de la Force par J. J. Abrams.
- Les Survivants par Craig Zobel (en).
- Terminator Genisys par Alan Taylor.
- USS Lionfish par Georgia Hilton.

### Séries
- Childhood's End : Les Enfants d'Icare.
- Doctor Who, saison 9.
- The Expanse, saison 1.
- Killjoys, saison 1.
- Le Maître du Haut Château, saison 1.
- Les Maris de River Song, épisode spécial de la série Doctor Who diffusé le jour de Noël 2015.
- Minority Report.
- Star Wars Rebels, saison 2.
- Z Nation, saison 2.